# Козинська волость (Канівський повіт)
Козинська волость — історична адміністративно-територіальна одиниця Канівського повіту Київської губернії з центром у містечку Козин.
Станом на 1886 рік складалася з 7 поселень, 7 сільських громад. Населення — 11736 осіб (5792 чоловічої статі та 5944 — жіночої), 1817 дворових господарств.
|                     | Площа, десятин | У тому числі орної, дес. |
| ------------------- | -------------- | ------------------------ |
| Сільських громад    | 9752           | 8082                     |
| Приватної власності | 4388           | 2907                     |
| Надільної власності | 2389           | 2117                     |
| Іншої власності     | 222            | 196                      |
| Загалом             | 16751          | 13302                    |

Поселення волості:
- Козин — колишнє власницьке містечко при річці Росава за 53 версти від повітового міста, 1867 осіб, 320 дворів, православна церква, католицька каплиця, школа, 3 постоялих дворів, 4 постоялих будинки, 6 лавок. За 5 верст — винокурний завод.
- Ємчиха — колишнє власницьке село, 1514 осіб, 280 дворів, православна церква, школа, 2 постоялих будинки.
- Маслівка — колишнє власницьке село при річці Росава, 1782 особи, 311 дворів, православна церква, школа, 3 постоялих будинки, водяний млин.
- Миронівка — колишнє власницьке село при річці Росава, 2328 осіб, 437 дворів, православна церква, школа, поштова станція, 7 постоялих будинків, 2 лавки, водяний млин, бурякоцукровий завод.
- Росава — колишнє власницьке село при річці Росава, 1778 осіб, 335 дворів, православна церква, єврейський молитовний будинок, школа, 2 постоялих двори, 2 постоялих будинків, 32 лавки, водяний млин, 3 крупорушки.
- Салів Хутір — колишнє власницьке село при річці Росава, 544 особи, 98 дворів, постоялий будинок.

Старшинами волості були:
- 1910 року — Іван Антонович Клименко[2];
- 1913—1915 роках — Дементій Тимофійович Сушко[3],[4],[5].